# ODDS&ENDS/Sky of Beginning
「ODDS&ENDS／Sky of Beginning」은 supercell의 ryo와 진의 양 A면의 스플릿 싱글이다. 2012년 8월 29일에 SOULTAG로부터 발매되었다.

## rody
보컬은 음성 합성 소프트 하츠네 미쿠를 이용하고 있다. 수록되고 있는 「ODD&ENDS」는 하츠네 미쿠 -Project DIVA- 시리즈에 대해, 「하츠네 미쿠 Project DIVA- f」의 오프닝 테마로서 사용되고 있어 오프닝 테마로서 채용되는 것은 1 작목의  여길 봐 Baby, 2 작목의 적란운 그라피티에 이어, 3 작목이 된다. 초회 한정반A·초회 한정반B·통상반의 3 패턴이 발매되고 있어 초회 한정반에는 오리지널 상품에 가세해 A에는 뮤직 비디오를 수록한 BD가, B에는 DVD가 동고 되고 있다. 자켓 일러스트는 전작에 계속해, 우키 아츠야가 담당했다.

## 수록곡
1. ODDS&ENDS [5:36]
노래：ryo (supercell) feat.하츠네 미쿠
작사·작곡·편곡：ryo
PS Vita 게임『하츠네 미쿠 -Project DIVA- f』오프닝 테마
2. Sky of Beginning [4:42]
노래：진 feat.하츠네 미쿠
작사·작곡·편곡：진
3. ODDS&ENDS（Instrumental）
4. Sky of Beginning（Instrumental）

Blu-ray·DVD（초회 한정반）
1. ODDS&ENDS（Music Video）
2. Sky of Beginning（Music Video-Edit Version）